# مايكل جون شيريدان
مايكل جون شيريدان (بالإنجليزية: Michael John Sheridan)‏ هو كاهن كاثوليكي أمريكي، ولد في 4 مارس 1945 في سانت لويس في الولايات المتحدة.